# Мендес, Сесилия
Сесилия Инес Мендес (исп. Cecilia Ines Méndez; род. 21 апреля 1986, Буэнос-Айрес, Аргентина) — аргентинская модель, известная своим участием в рекламных кампаниях для Marithe & François Girbaud, Charles David, и Bottega Veneta.

## Биография
Карьера модели для Сесилии Мендес началась, когда представитель модельного агентства случайно заметил её на улице Буэнос-Айреса. Она работала на множестве модных показов в Нью-Йорке, Милане, Париже. Участвовала в показах Alexander McQueen, Bottega Veneta, Burberry Prorsum, Chanel, Christian Dior, Dries van Noten, Issey Miyake, Marc Jacobs, Oscar de la Renta, Yohji Yamamoto и других.
Сесилия появлялась на обложке аргентинского Elle в сентябре 20110 и, дважды, на обложке итальянского D в ноябре 2009.
В жилах Сесилии течет испанская, итальянская и немецкая кровь. В данный момент она проживает в Нью-Йорке. Её главные хобби — это искусство и литература. Сесилия призналась, что её любимая группа — это аргентинская команда Patricia Rey y sus Redonditos.